# Chokkeisty
Chokkeisty (Хоккеисты) è un film del 1964 diretto da Rafail Jul'evič Gol'din.